# Stoczek Łukowski
Stoczek Łukowski – miasto w województwie lubelskim, w powiecie łukowskim, nad Świdrem. Według danych GUS z 30 czerwca 2024 r. Stoczek Łukowski liczył 2336 mieszkańców. Ośrodek usługowy regionu, drobny przemysł, turystyka.
Stoczek Łukowski jest najmniejszą terytorialnie gminą województwa lubelskiego. Jest też najmniej ludną i najrzadziej zaludnioną gminą miejską w województwie. Na przełomie 2007 i 2008 r. pod względem powierzchni w zajmował 2317., a pod względem liczby mieszkańców – 2214. lokatę na 2478 gmin Polski.
Miasto biskupstwa poznańskiego w powiecie garwolińskim województwa mazowieckiego w drugiej połowie XVI wieku.

## Położenie

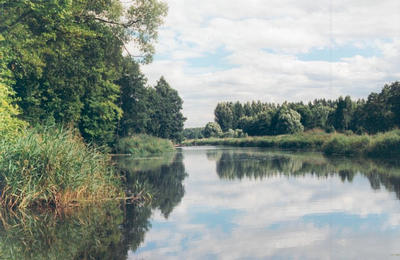
Stoczek Łukowski, rzeka Świder

Stoczek Łukowski leży w dawnej ziemi czerskiej na historycznym Mazowszu. Geograficznie położony jest na Wysoczyźnie Żelechowskiej, części Niziny Południowopodlaskiej, zlokalizowany na lewym brzegu rzeki Świder.
Od 1 stycznia 1992 do 31 grudnia 1997 miasto Stoczek Łukowski i gmina Stoczek Łukowski tworzyły wspólną gminę (tzw. miasto-gminę). Zostały połączone w związku z restrukturyzacją podziału administracyjnego w 1992 roku, lecz po 6 latach (1 stycznia 1998) gminy ponownie rozdzielono. Miasto stanowi 0,65% powierzchni powiatu.
Według danych z 1 stycznia 2009 powierzchnia miasta wynosi 9,15 km².
W latach 1975–1998 miasto administracyjnie należało do województwa siedleckiego.
Według danych z roku 2007 67% powierzchni miasta zajmują użytki rolne, a 12% – użytki leśne.
Miasto położone jest w odległości:
- 80 km od Warszawy, 41 km od Mińska Mazowieckiego (kierunek północno-zachodni),
- 35 km od Siedlec (kierunek północno-wschodni),
- 29 km od Łukowa (kierunek wschodni),
- 100 km od Lublina, 41 km od Ryk (kierunek południowy),
- 28 km od Garwolina (kierunek zachodni).

## Nazwa
W XV wieku miejscowość należała do biskupów poznańskich i nazywała się Wola Poznańska. Człon Wola świadczy o pewnych ulgach podczas założenia osady. W XVI wieku w notatkach kilkakrotnie pojawia się nazwa Sebastianowo (m.in. w 1576 roku). Nazwa mogła wywodzić się od biskupa poznańskiego Sebastiana Branickiego. Od XVII wieku znana jest obecna nazwa pochodząca od wyrazu stoczek, oznaczającego potok spływający po stromym zboczu.
Przymiotnik od nazwy miejscowej Stoczek Łukowski (jak i Stoczek w powiecie węgrowskim) brzmi stoczecki. Formę stoczecki jako jedyną podaje również najnowszy słownik ortograficzny.

## Historia
Już w XIII w. pojawiły się pierwsze wzmianki o osadzie na wschodnich rubieżach ziemi czerskiej. W 1421 założono parafię przy miejscowym kościele. 

4 kwietnia 1546 (data dzienna niepewna) król Zygmunt Stary nadał miejscowości prawa miejskie magdeburskie. Od 1795 miasto znajdowało się pod zaborem austriackim. W 1805 r. przeszedł na własność państwa i od tego czasu w mieście zaczęła się osiedlać ludność żydowska. W latach 1809–1815 Stoczek znajdował się w Księstwie Warszawskim, a od roku 1815 w Królestwie Polskim. 

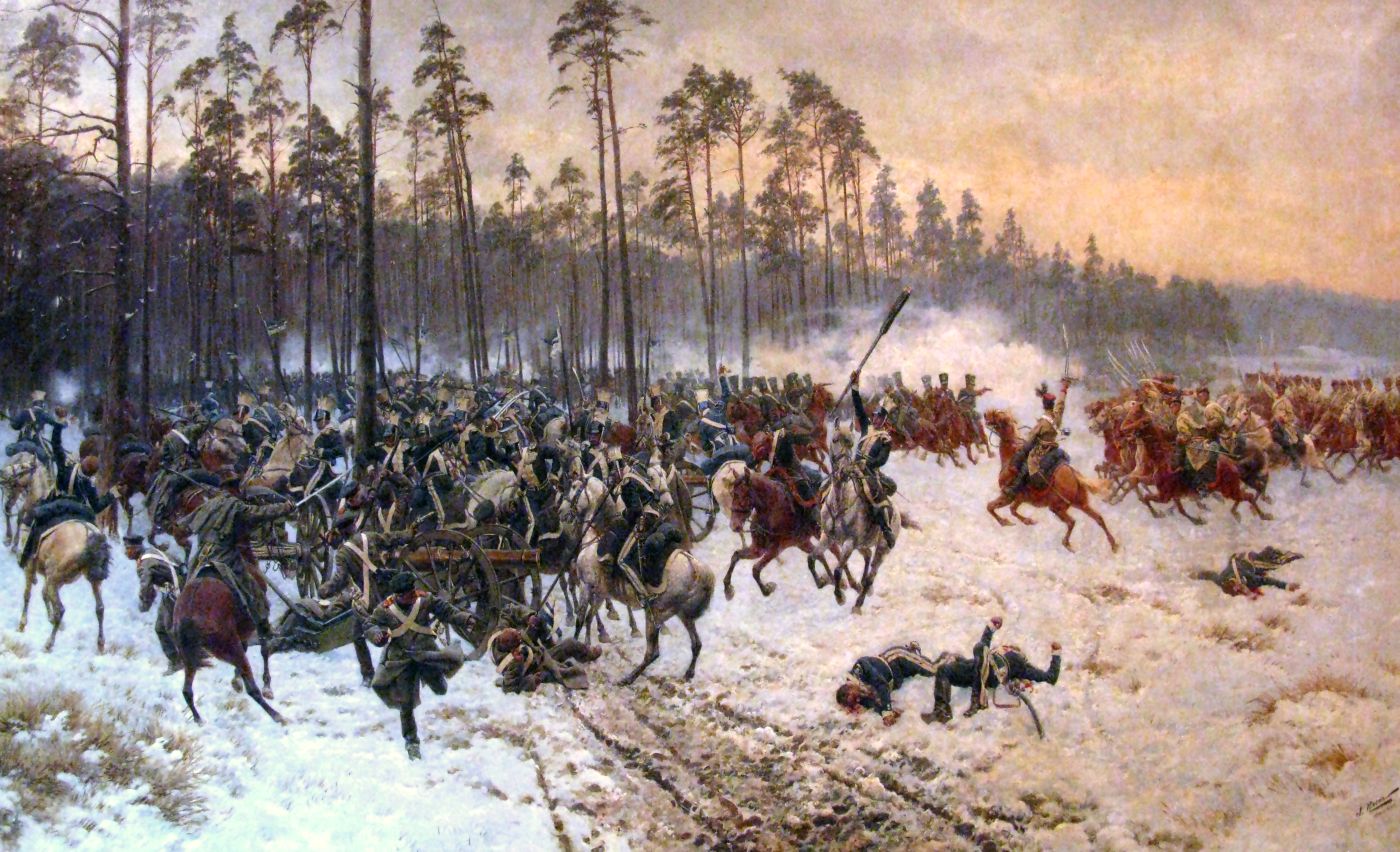
Jan Rosen (1854–1936) – obraz Bitwa pod Stoczkiem

14 lutego 1831 r. pod Stoczkiem została stoczona pierwsza zwycięska bitwa powstania listopadowego. Wojska polskie pod dowództwem gen. Józefa Dwernickiego rozgromiły korpus gen. Fiodora Geismara. 
W czasie powstania styczniowego miasto aktywnie wspierało powstańców. W wyniku represji, 31 października 1864 r. publicznie stracono powstańczego burmistrza Jana Justynowicza oraz Ludwika Gierata, a w 1867 r. Stoczek utracił prawa miejskie i został włączony do gminy Prawda (pozostał jej siedzibą). 
Podczas I wojny światowej Stoczek znajdował się pod okupacją niemiecką. W 1916 r. odzyskał prawa miejskie. W dwudziestoleciu międzywojennym w mieście odbywały się największe w Polsce i jedne z największych w Europie targi końskie prowadzone przez żydowskich kupców. 
W czasie II wojny światowej miasto zostało spalone przez najeźdźcę. Jesienią 1941 roku utworzono nieogrodzone getto, w którym znalazło się około 3,500 Żydów z Stoczka Łukowskiego oraz m.in. z Garwolina, Prawdy i Mysłowa. Rok później, getto zlikwidowano, a osoby w nim przebywające deportowano do obozu zagłady w Treblince. W okolicy działały liczne oddziały partyzanckie kpt. Ostoi. Podczas trwania wojny w Stoczku prowadzone były kolonie głównie dla dzieci powstańców z Warszawy.

## Demografia
Dane z 30 czerwca 2024:
| Opis                              | Ogółem | Ogółem | Kobiety | Kobiety | Mężczyźni | Mężczyźni |
| --------------------------------- | ------ | ------ | ------- | ------- | --------- | --------- |
| Jednostka                         | osób   | %      | osób    | %       | osób      | %         |
| Populacja                         | 2336   | 100    | 1198    | 51,3    | 1138      | 48,7      |
| Gęstość zaludnienia [mieszk./km²] | 255,3  | 255,3  | 130,9   | 130,9   | 124,4     | 124,4     |

Według danych z 30 czerwca 2024 roku miasto miało 2336 mieszkańców.
Według danych z roku 2002 średni dochód na mieszkańca wynosił 1623,7 zł.
Piramida wieku mieszkańców Stoczka Łukowskiego w 2014 roku.

## Transport

### Transport drogowy
W mieście krzyżują się drogi krajowe i wojewódzkie:
- 76 Wilga – Garwolin – Stoczek Łukowski – Łuków
- 803 Stoczek Łukowski – Siedlce

### Transport kolejowy
Przez miasto przebiega linia kolejowa:
- 12 Skierniewice – Łuków. Jest to ciągle używana towarowa obwodnica Warszawy. W sierpniu 2007 roku uruchomiono dwie pary pociągów osobowych (po jednej rano i po południu). Zostały one już w grudniu 2008 roku zlikwidowane ze względu na niską frekwencję, spowodowaną niekorzystnym rozkładem jazdy.

### Transport zbiorowy
Głównym przewoźnikiem komunikacji autobusowej jest PKS Łuków, ważną rolę pełnią także przedsiębiorstwa PKS Siedlce, PKS Mińsk Mazowiecki, PKS Garwolin i przewoźnicy prywatni. Stoczek Łukowski posiada bezpośrednie połączenia z Lublinem, Łukowem, Warszawą, Siedlcami, Mińskiem Mazowieckim, Garwolinem, Żelechowem, Kockiem i Lubartowem.

## Atrakcje turystyczne

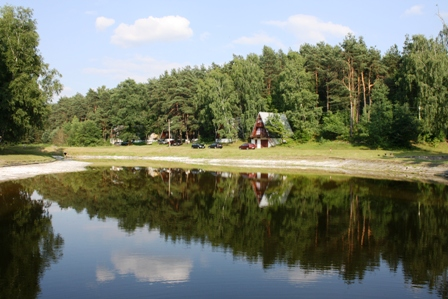
Stoczek Łukowski – Ośrodek Rekreacyjno-Sportowy „Izydory”

Neogotycki kościół parafialny pw. Wniebowzięcia Najświętszej Maryi Panny, konsekrowany w 1934 roku przez bpa Henryka Przeździeckiego. Ołtarze boczne przeniesione z drewnianego kościoła stojącego do 1909 na miejscowym cmentarzu. Ołtarz od strony południowej był ołtarzem głównym, zaś ołtarz od strony północnej był jednym z czterech bocznych. Przy ołtarzach tych w 1861 roku odprawiał mszę ks. Stanisław Brzóska. Pomnik z 1931 r. wystawiony na setną rocznicę bitwy pod Stoczkiem. Przez miasto przepływa rzeka Świder, nad którą znajduje się ośrodek wypoczynkowy Izydory.

### Pomniki
W granicach miasta:
- Tadeusza Kościuszki w setną rocznicę śmierci (1917) – ul. gen. Władysława Sikorskiego
- Ignacego Braulińskiego – żołnierza POW w dziesiątą rocznicę śmierci (1928) – ul. gen. W. Sikorskiego
- Ofiar II wojny światowej (1947) – ul. Józefa Piłsudskiego
- Generała Józefa Dwernickiego – plac T. Kościuszki
- Kapitana „Ostoi” – ul. J. Piłsudskiego
- Jana Pawła II – plac kościelny
- Krzyż oraz tablica upamiętniające miejsce straceń uczestników powstania styczniowego – ul. Kościelna

Poza granicami miasta:

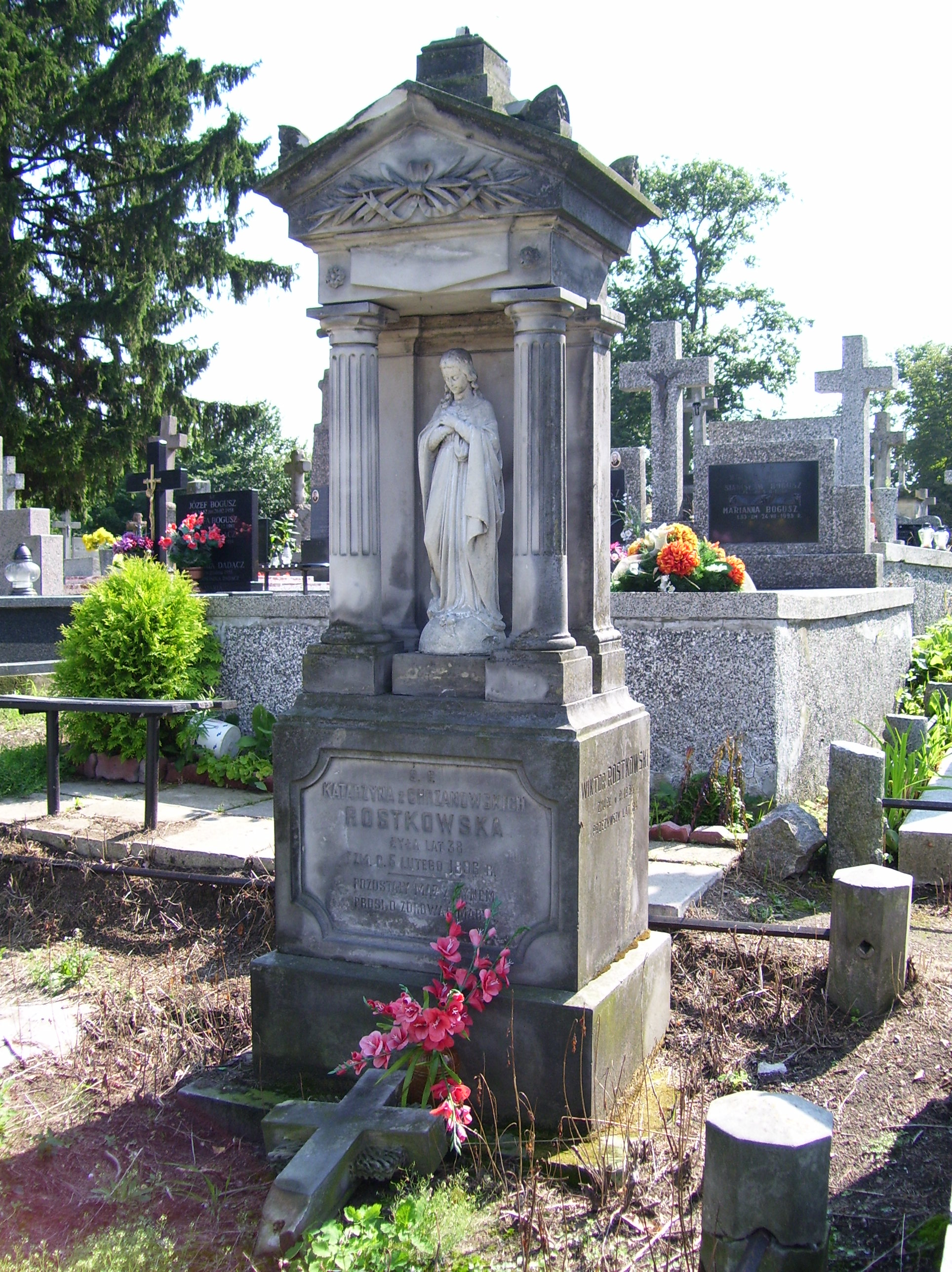
Grób rodziny Rostkowskich na cmentarzu w Stoczku Łukowskim

- Pomnik POW przy szosie w kierunku Siedlec
- Pomnik bitwy pod Stoczkiem na polu bitwy w pobliżu wsi Zgórznica, zbudowany w setną rocznicę bitwy (1931)

Na miejscowym cmentarzu przy ul. Kościelnej zachowało się kilka dziewiętnastowiecznych nagrobków, gł. piaskowcowych: Józefa Kozarskiego – prezydenta Łomży w latach 1864–1865 (zm. 27 listopada 1891); Piotra Olkowicza (zm. 1857); Karoliny z Gregorkiewiczów Bogdaszewskiej (zm. 17 listopada 1864) żony Adolfa Bogdaszewskiego, uczestnika powstania styczniowego i ekspedytora poczty w Stoczku; Józefa Muczkowskiego (zm. 1867) – na nagrobku ślad po zdjęciu lub medalionie; Rozalii z Zakrzewskich Rękawek (zm. 1885), księdza Dzięciołowskiego (zm. 1886) Józefa Romiszewskiego (zm. 1896); Katarzyny z Chrzanowskich Rostkowskiej (zm. 1896) – nagrobek w formie kapliczki z figurą Matki Bożej.
Drugi rzymskokatolicki cmentarz, obecnie nieużywany, znajduje się przy ul. Polnej. Otoczony jest kamiennym parkanem. Nie zachowały się żadne nagrobki.
Przy ul. Dwernickiego znajduje się ponadto cmentarz żydowski o pow. 0,32 ha. Obecnie porośnięty lasem, nie zachowały się nagrobki ani ogrodzenie.

## Kultura
Najstarszą imprezą odbywającą się w Stoczku każdego lata od 1970 r. jest Sejmik Wiejskich Zespołów Teatralnych. Uczestniczące w nim zespoły z północno-wschodniej Polski prezentują swój teatralny dorobek oraz korzystają z konsultacji profesjonalnego jury.

## Sport
Największą imprezą sportową odbywającą się corocznie od 2001 r. jest Ogólnopolski Bieg Uliczny Grzmią pod Stoczkiem armaty.

### Kluby sportowe
- LKS Dwernicki Stoczek Łukowski (zał. 1947 r.) - sekcja piłki nożnej mężczyzn (bialskopodlaska grupa A-Klasy) i siatkówki mężczyzn[17]
- Stoczkowskie Towarzystwo Sportowe Aves (zał. 1972 r.) - klub siatkarski, działający do dziś z przerwami
- Club Weteranów Szos (zał. 1982 r.) - klub motocyklowy

### Infrastruktura sportowa
- Stadion Miejski w Stoczku Łukowskim
- Stadion "Izydory" LKS Dwernicki Stoczek Łukowski

## Ludzie związani z Stoczkiem Łukowskim
- Aleksander Świętochowski – pisarz, aforysta, krytyk i publicysta
- Adolf Piotr Szelążek - biskup i kandydat do beatyfikacji  Z tym tematem związana jest kategoria: Ludzie urodzeni w Stoczku Łukowskim.